# Liste der Biografien/Gere
Liste der Biografien |
Portal Biografien |
Personensuche
# |
A |
B |
C |
D |
E |
F |
G |
H |
I |
J |
K |
L |
M |
N |
O |
P |
Q |
R |
S |
T |
U |
V |
W |
X |
Y |
Z |
?
 
Ga |
Gb |
Gc |
Gd |
Ge |
Gf |
Gh |
Gi |
Gj |
Gk |
Gl |
Gm |
Gn |
Go |
Gp |
Gq |
Gr |
Gs |
Gu |
Gv |
Gw |
Gy |
Gz
 
Gea |
Geb |
Gec |
Ged |
Gee |
Gef |
Geg |
Geh |
Gei |
Gej |
Gek |
Gel |
Gem |
Gen |
Geo |
Gep |
Ger |
Ges |
Get |
Geu |
Gev |
Gew |
Gex |
Gey |
Gez
 
Gera |
Gerb |
Gerc |
Gerd |
Gere |
Gerf |
Gerg |
Gerh |
Geri |
Gerk |
Gerl |
Germ |
Gern |
Gero |
Gerp |
Gerr |
Gers |
Gert |
Geru |
Gerv |
Gerw |
Gery |
Gerz
Die Liste der Biografien führt alle Personen auf, die in der deutschsprachigen Wikipedia einen Artikel haben. Dieses ist eine Teilliste mit 61 Einträgen von Personen, deren Namen mit den Buchstaben „Gere“ beginnt.

## Gere
- Gere, Ashlyn (* 1959), US-amerikanische Schauspielerin, Pornodarstellerin und Stripperin
- Gere, Gyula (1912–1984), ungarischer Radrennfahrer
- Gere, Mihai (1919–1997), rumänischer Politiker (PCR)
- Gere, Richard (* 1949), US-amerikanischer SchauspielerRichard Gere (* 1949)

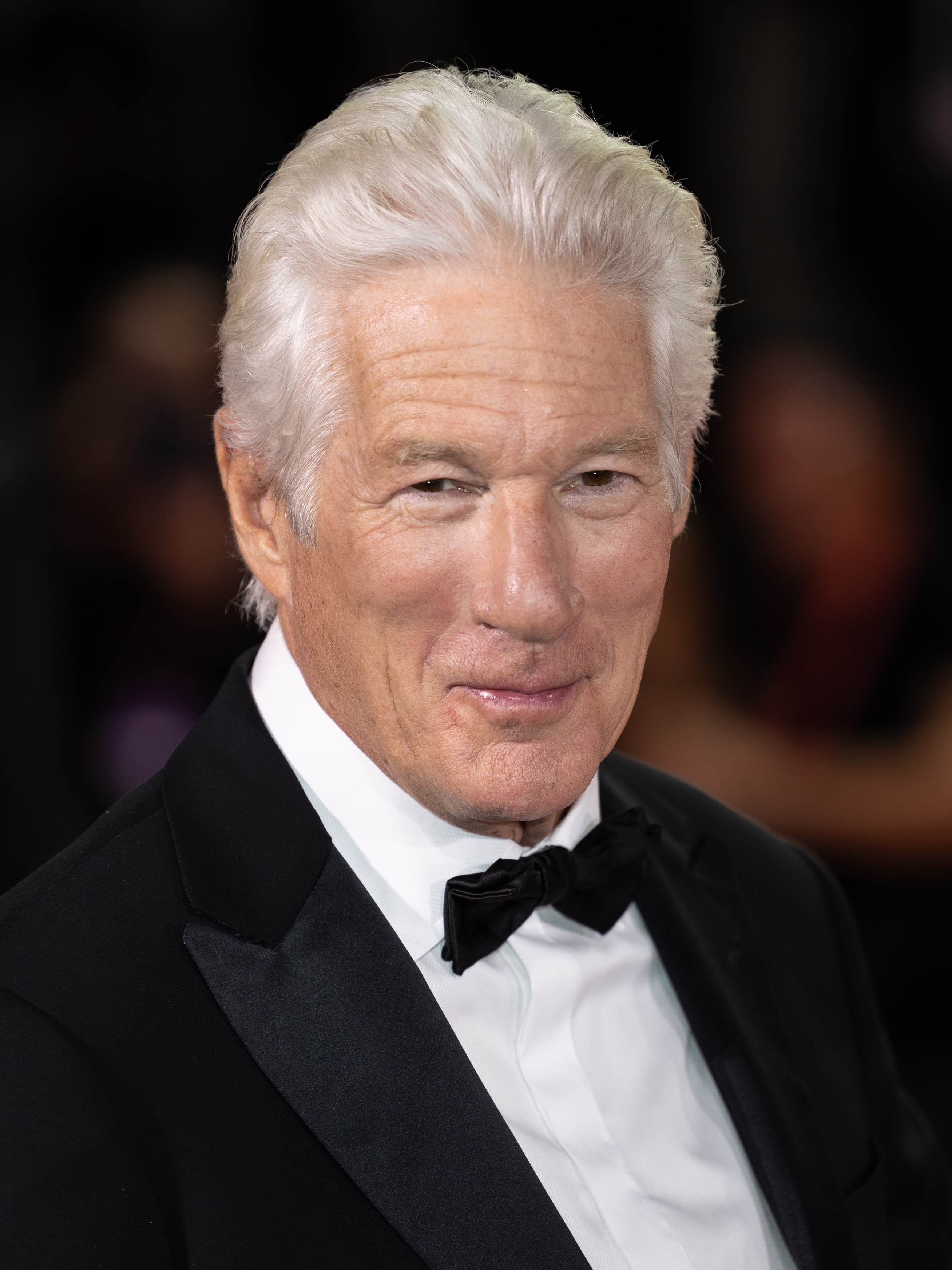
Richard Gere (* 1949)

- Gere-Pulić, Olga (* 1942), jugoslawische Hochspringerin

### Gereb
- Gerebernus, katholischer Märtyrer und Heiliger

### Gerec
- Gerechter, Siegmund (1850–1902), deutscher Maler
- Gerecke, Andrea (* 1957), deutsche Schriftstellerin
- Gerecke, Eduard (1898–1983), Schweizer Elektroingenieur und Hochschullehrer
- Gerecke, Gustav (1871–1929), deutscher Politiker (SPD) und braunschweigischer Landesminister
- Gerecke, Henry F. (1893–1961), protestantischer Geistlicher im Nürnberger Prozess gegen die Hauptkriegsverbrecher
- Gerecs, Árpád (1903–1982), ungarischer Chemiker

### Gered
- Gerede, Bennu (* 1973), türkisches Mannequin und Filmschauspielerin
- Gerede, Canan (* 1948), türkische Filmregisseurin und Drehbuchautorin
- Gerede, Hüsrev (1884–1962), türkischer Diplomat und Politiker

### Gerek
- Gereke, Günther (1893–1970), deutscher Jurist und Politiker (DNVP, CNBL, CDU, GB/BHE), MdR, MdL
- Gerekmezyan, Mari (1913–1947), armenisch-türkische Bildhauerin
- Gerekou, Angela (* 1959), griechische Schauspielerin und Politikerin

### Gerel
- Gerelind von Pfalzel, Tochter der Adela von Pfalzel, Mäzenin
- Gerell, Pär (* 1982), schwedischer Tischtennisspieler
- Gerelsüch, Dschargalsaichany (* 1996), mongolischer Badmintonspieler

### Gerem
- Geremek, Bronisław (1932–2008), polnischer Historiker und Politiker, Mitglied des Sejm, MdEP
- Geremek, Hanna (1930–2004), polnische Papyrologin und Althistorikerin
- Geremew, Mosinet (* 1992), äthiopischer Langstreckenläufer
- Geremia, Andreas (* 1967), deutscher SängerAndreas Geremia (* 1967)

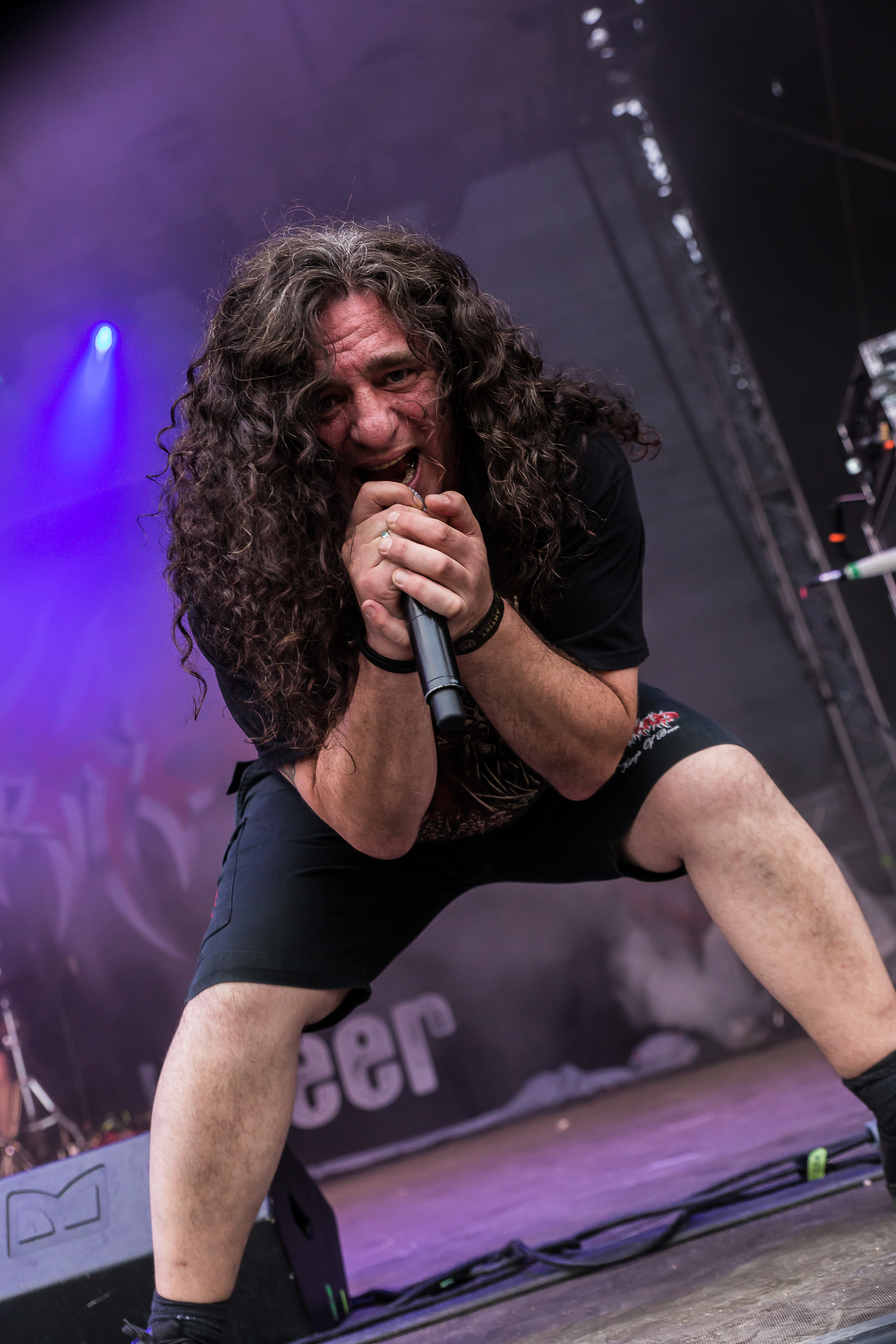
Andreas Geremia (* 1967)

- Geremia, Pietro (1399–1452), sizilianischer Seliger
- Geremia, Steph, amerikanisch-irische Flötistin und Sängerin
- Geremias, Conceição (* 1956), brasilianische Leichtathletin
- Geremus, Nicolas (* 1959), deutscher Geiger

### Geren
- Geren, Christian von († 1486), deutscher Vikar und Chronist der Lübecker Bergenfahrer
- Geren, Preston M. (* 1952), US-amerikanischer Politiker
- Gerena, Víctor Manuel (* 1958), US-amerikanischer mutmaßlicher Verbrecher
- Gerencsér, Ferenc (1923–1989), ungarischer Cimbalomspieler und Hochschullehrer
- Gerendai, László (* 1923), ungarischer Generalmajor
- Gerendás, György (* 1954), ungarischer Wasserballer
- Gerendi, Anna, siebenbürgische Adlige, Gemahlin des Fürsten Sigismund I. Rákóczi
- Gerendi, János, siebenbürgischer Magnat, Richter, Vertreter des Unitarismus
- Gerens, Wybe († 1713), niederländisch-russischer Schiffbauer

### Gereo
- Gereon von Köln († 304), HeiligerGereon von Köln († 304)

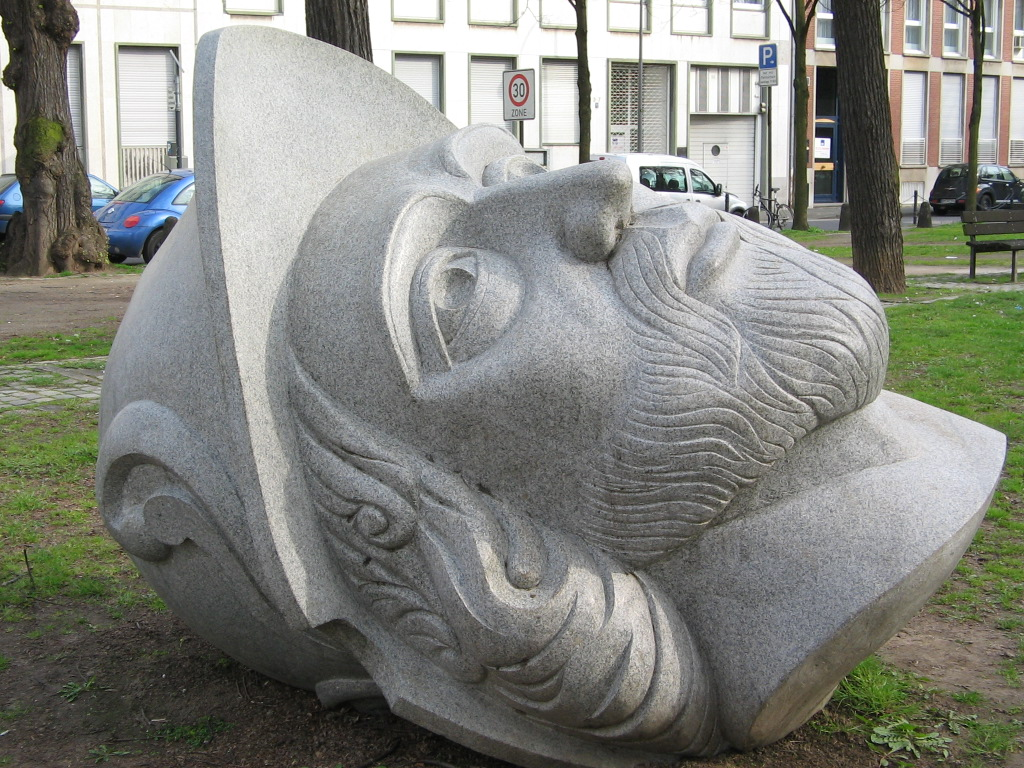
Gereon von Köln († 304)

- Gereon, Henrique Geraldo Martinho (* 1937), deutsch-brasilianischer römisch-katholischer Geistlicher

### Gerer
- Gerer, Erich (* 1945), österreichischer Bildhauer
- Gerer, Reinhard (1953–2023), österreichischer Koch
- Gerersdorfer, Martina (* 1968), österreichische Beamtin und Bezirkshauptmann im Bezirk Amstetten

### Geret
- Géret, Georges (1924–1996), französischer Schauspieler
- Geret, Johann Georg (1694–1761), deutscher evangelischer Theologe und Pädagoge
- Geret, Samuel Luther von (1730–1797), deutscher evangelischer Theologe, Jurist und Politiker
- Gerets, Eric (* 1954), belgischer Fußballspieler und -trainerEric Gerets (* 1954)

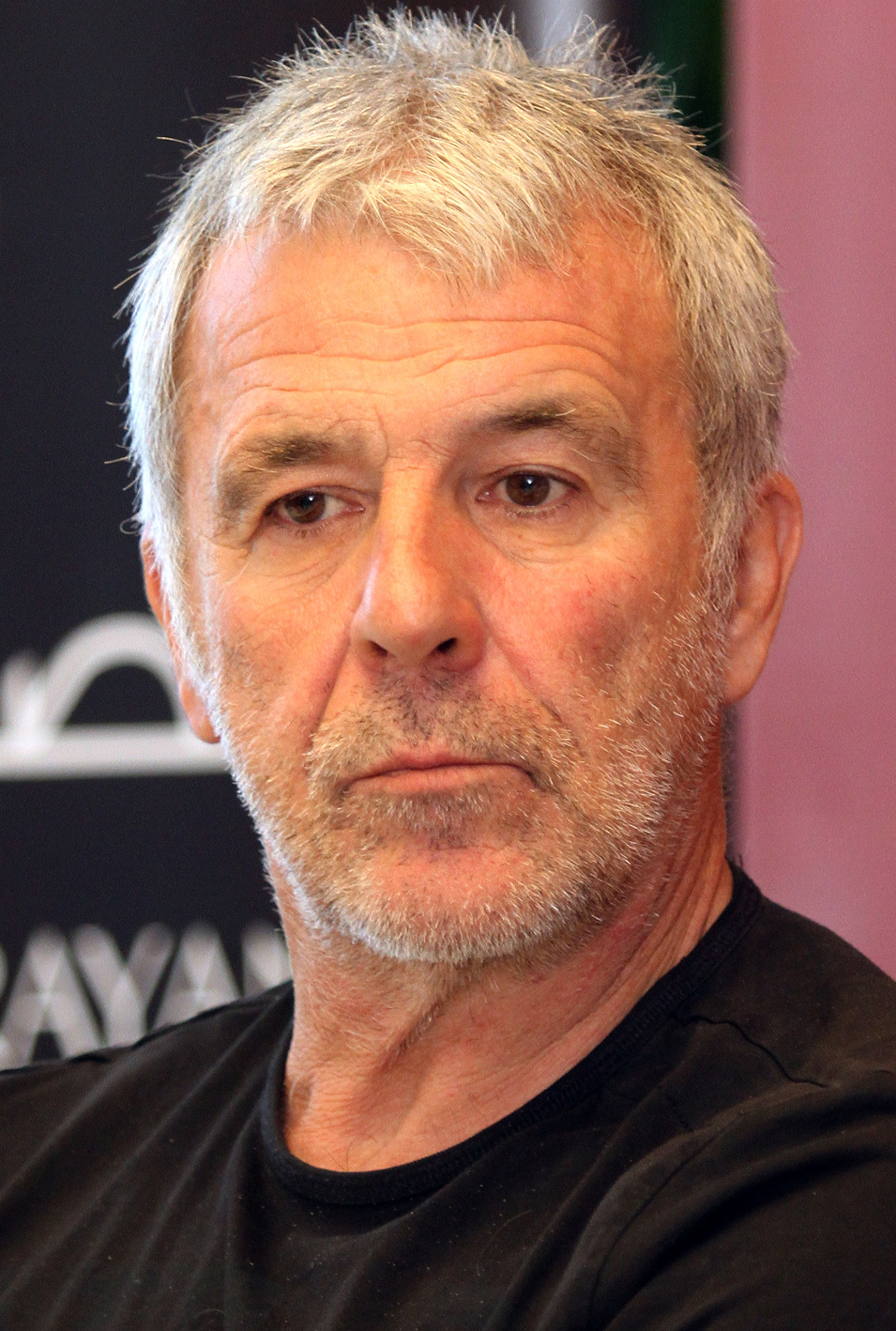
Eric Gerets (* 1954)

- Geretschläger, Gerda (* 1946), österreichische Textilkünstlerin
- Geretschläger, Lisa Zoe (* 1990), österreichische Filmeditorin
- Geretschläger, Martin (* 1988), österreichischer Grasskiläufer
- Geretschläger, Robert (* 1957), österreichischer Mathematiker, Sachbuchautor und Lehrer
- Gerety, Megan (* 1971), US-amerikanische Skirennläuferin
- Gerety, Peter (* 1940), US-amerikanischer Schauspieler
- Gerety, Peter L. (1912–2016), US-amerikanischer Geistlicher, römisch-katholischer Erzbischof von Newark
- Gerety, Pierce Joseph (1914–1983), US-amerikanischer Rechtsanwalt und Beamter

### Gerev
- Gerevich, Aladár (1910–1991), ungarischer Fechter und Olympiasieger
- Gerevich, Pál (* 1948), ungarischer Säbelfechter
- Gerevich, Tibor (1882–1954), ungarischer Kunsthistoriker
- Gerevini, Sveva (* 1996), italienische Mehrkämpferin

### Gerez
- Gerezgiher, Filimon (* 2000), deutsch-eritreischer Fußballspieler
- Gerezgiher, Joel (* 1995), deutsch-eritreischer Fußballspieler